# Christopher Street Day

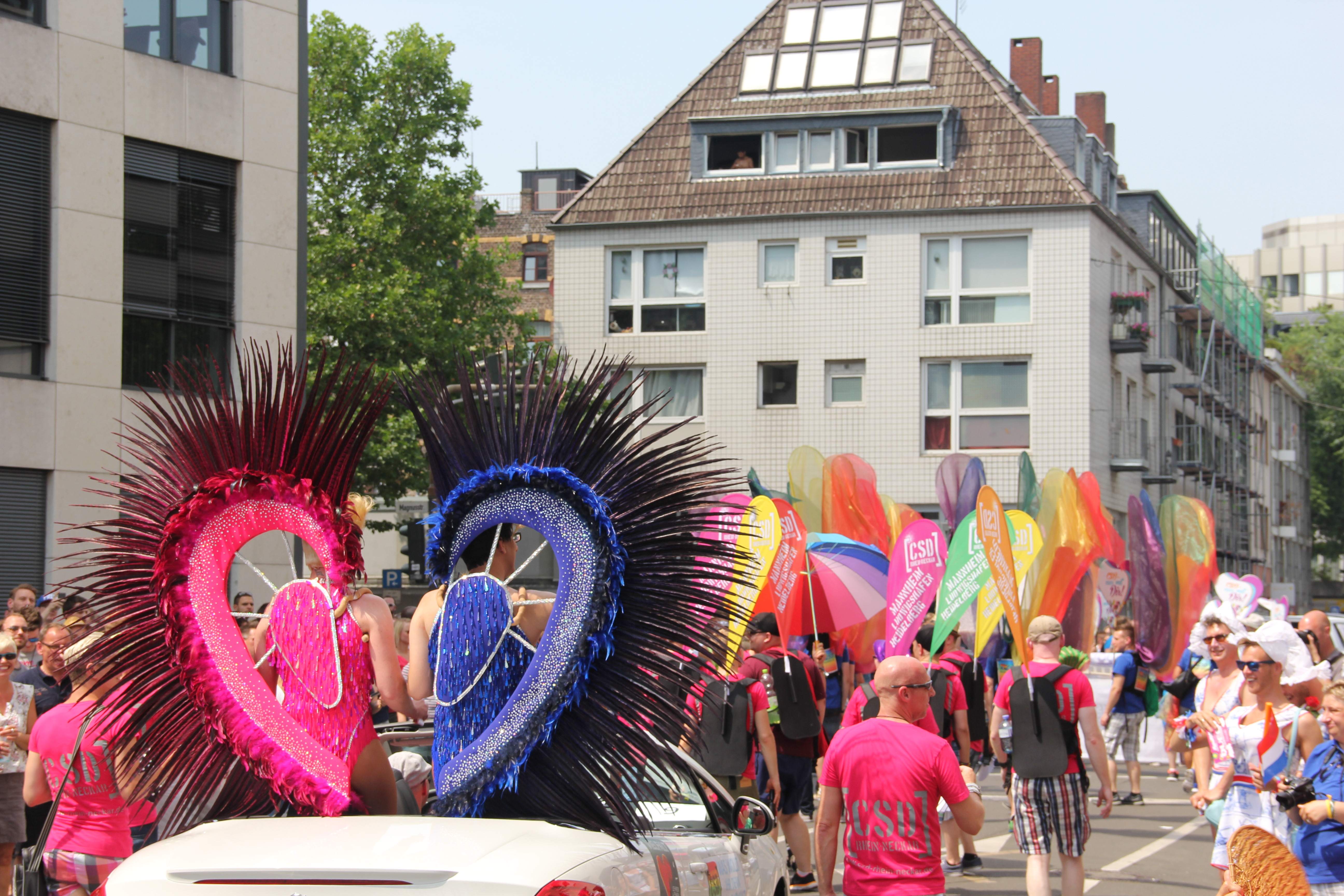
Cologne Pride, 2015

Christopher Street Day (CSD) är en minnes- och demonstrationsdag för homosexuellla, bisexuella och transsexuella personer. Dagen är en del av dessa personers kamp mot diskriminering och exklusion. Under dagen sker vanligen massmöten som har olika namn i olika delar av världen, i flera engelskspråkiga regioner kallas de ofta Gay Pride eller Pride Parades, i Australien påminner de mer om karneval och de kallas därför Mardi Gras, i Österrike heter den Regenbogenparade och i Tyskland samt Schweiz just Christopher Street Day. En av de allra största festivalerna är Berlin Pride (CSD Berlin).

## Historia
Minnesdagen syftar på det första kända upproret av homosexuella och andra sexuella minoriteter mot polisens repressalier i New Yorks stadsdel Greenwich Village. Tidigt på morgonen den 28 juni 1969 motsätter sig en grupp homosexuella häktningen i samband med en razzia i baren Stonewall Inn som är belägen i Christopher Street. Upproret fortsatte med flera dagars kravaller och strider mellan homosexuella och polisen. Redan ett år senare hölls den första demonstrationen för att påminna om händelsen. I New York firas Christopher Street Liberation Day varje år den sista lördagen i juni. Traditionen spreds över andra världsdelar och är idag en fast del av den homosexuella kulturen i Centraleuropa.